# 정낭
정낭(精囊)은 남성의 방광 뒤에 자리잡은 한 쌍의 샘이다.

## 해부학
각 정낭은 5 cm 정도의 길이를 갖고 있어 한 쌍의 길이는 모두 10 cm 정도 되지만, 안쪽으로 휘어져 있다. 양쪽 수정관의 팽대부 외벽에 각각 자리잡고 있다. 정낭배출관은 수정관을 향해 열려있고, 이는 전립선에 연결된다.

## 기능
정낭은 정액으로 만들어지는 액체의 상당 부분을 분비한다. 죽은 상피세포로부터 나온 리포푸신은 이곳에서 나오는 분비물이 노란 빛을 띠게 한다. 인간이 만들어 내는 정액의 약 60% 정도가 정낭에서 만들어지지만, 사정시 처음 분출되는 분량은 전립선의 분비액이나 정자가 대부분이고 정낭의 분비액은 분출되지 않는다. 시험관을 이용한 연구 결과에서 정낭의 분비액과 같이 분출된 정자는, 운동성과 생존성이 떨어졌고, 정자 염색질이 덜 보호됐다. 그래서, 정낭 분비액의 생리학적 중요성은 불확실하다. 이것이 혹시 아직까지 일부 설치류에게서 사정 마지막에 분출되어 다른 수컷 정자의 접근을 막는 살정제 역할을 하는, 진화의 흔적이 아닐까 하는 의문이 제기되어왔다.

## 참고 그림

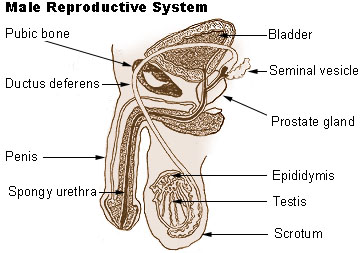
남성의 생식 기관.
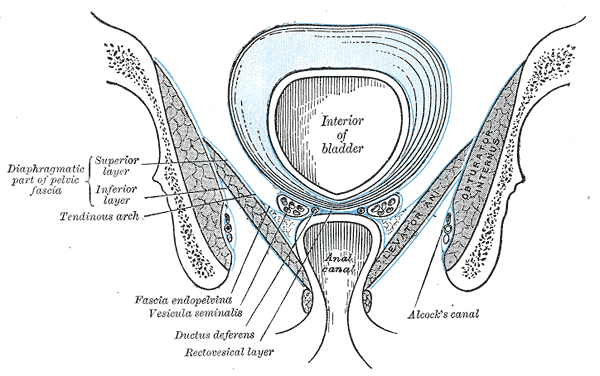
뒤에서 본 치골의 관상단면, 근막의 배열을 보임.
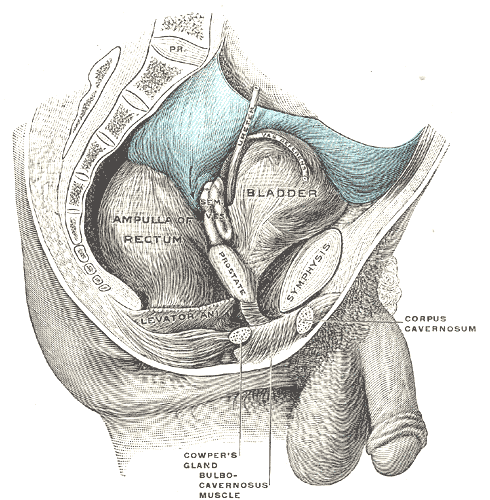
오른쪽에서 본 남성의 골반 부위 기관.
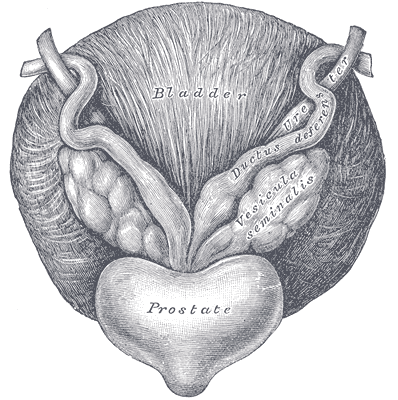
방광과 정낭의 아래쪽 모습.
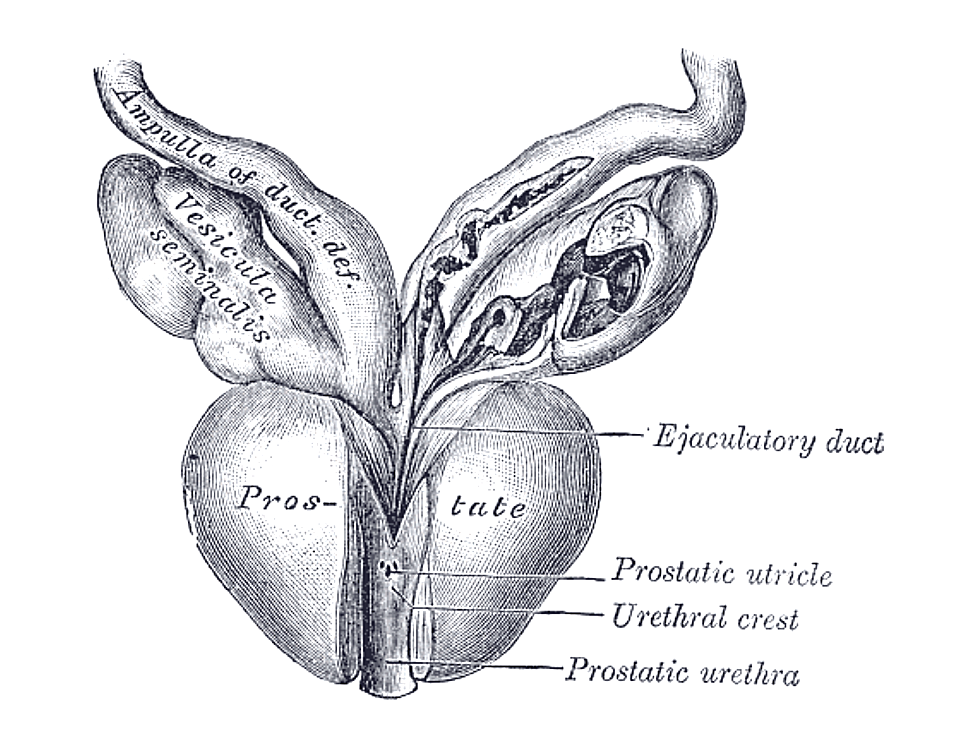
수정관의 팽대부와 정낭, 앞에서 본 모습.
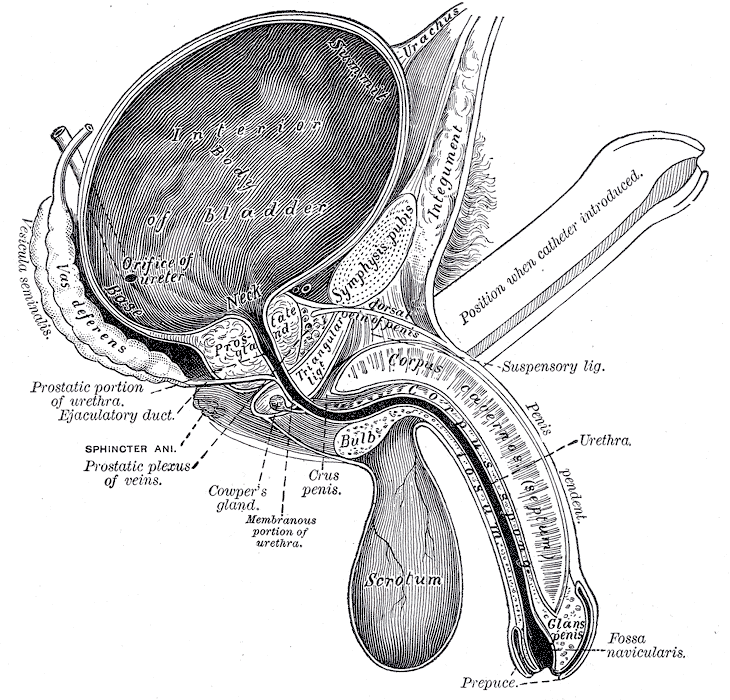
방광, 음경, 요도의 측단면.
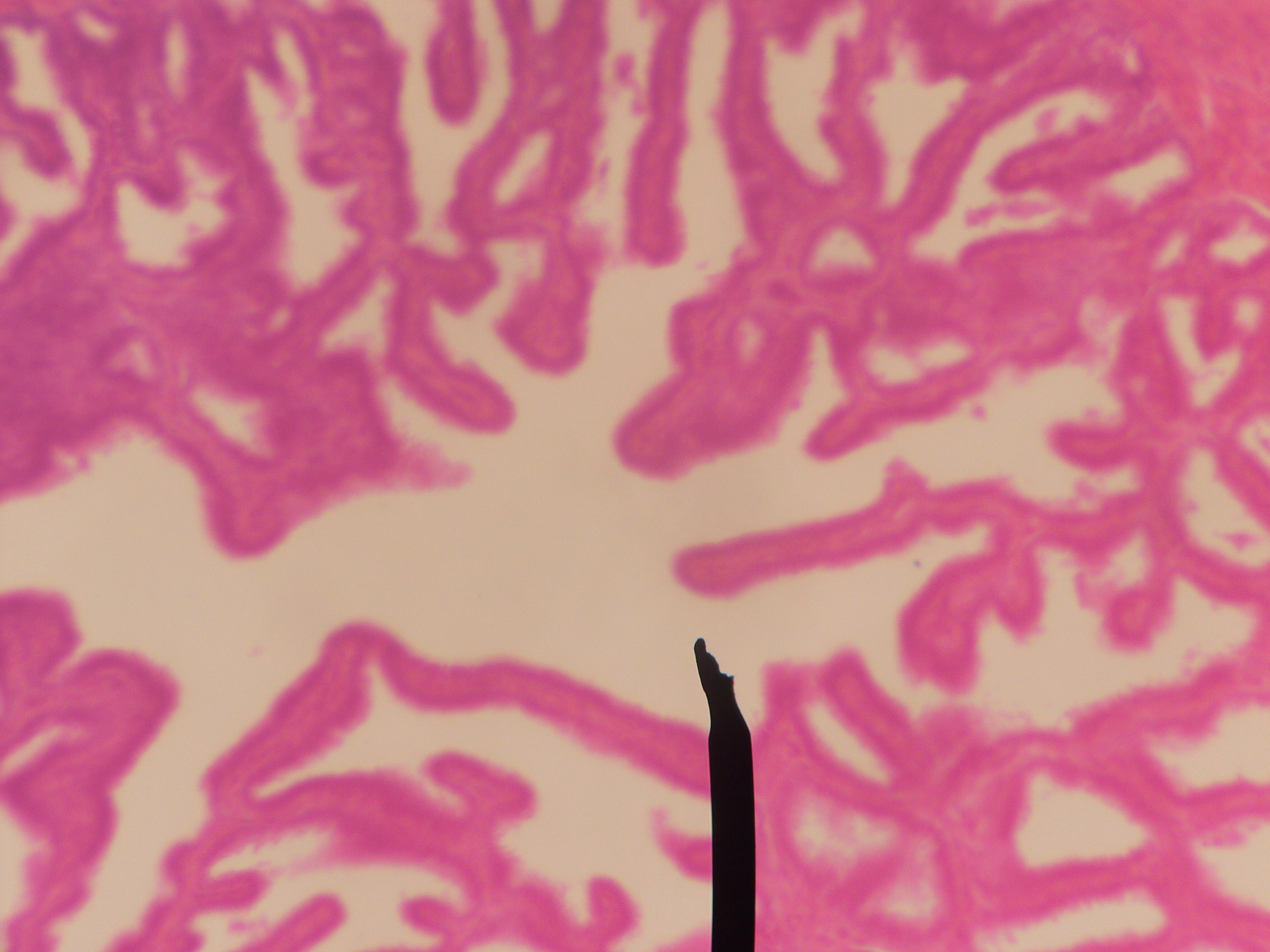
현미경으로 본 정낭의 단면.

## 같이 보기
- 사정관
- 요도
- 전립샘
- 사람 세포 유형 목록